# 愛德蒙·哈雷
愛德蒙·哈雷（英語：/ˈɛdmənd ˈhæli/，1656年11月8日—1742年1月14日），英国天文学家、地理学家、数学家、气象学家和物理学家，曾計算出哈雷彗星的公轉軌道，並預測該天體將再度回歸，另外，第一位以運用科學繪製地磁偏角的製圖家。他也是第二任英国格林威治天文台台長，繼承天文學家约翰·弗兰斯蒂德。

## 生平

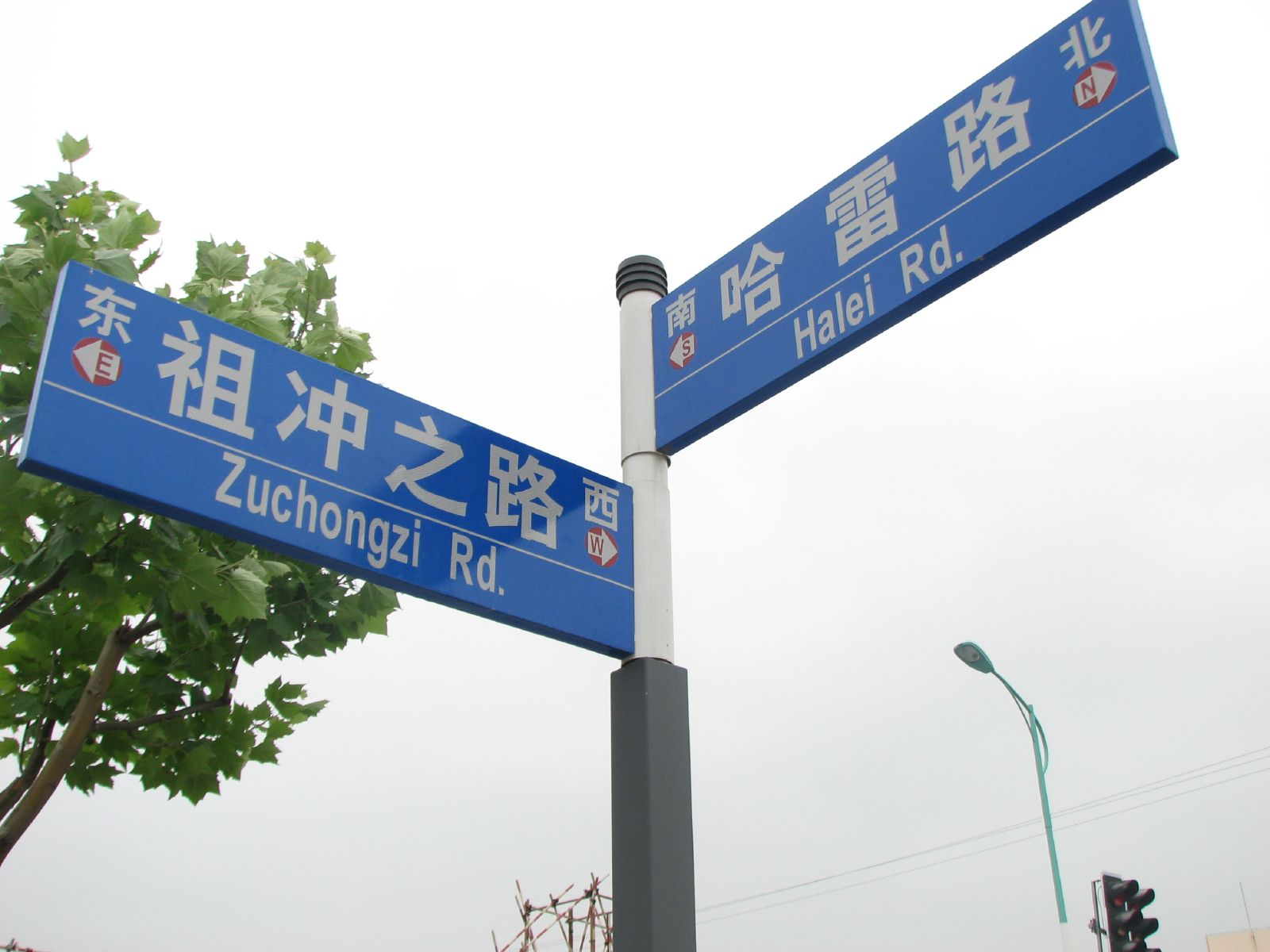
紀念中國數學家祖沖之和英國天文學家愛德蒙·哈雷的兩條路名，在上海浦东新区北蔡鎮

哈雷出生于伦敦肖迪奇一个富有家庭，他的父親來自德比郡，是一個富裕的肥皂製造商。哈雷年幼時對於數學就很感興趣，後來進入聖保祿學校讀書。1673年他赴達牛津，進入牛津大学皇后學院就讀，他在毕业前就发表了关于太阳系和太阳黑子的研究论文。
愛德蒙·哈雷在1676年离开牛津，他首先拜访了南大西洋上的圣赫勒拿岛，并在那里研究南天星空。他在當地觀察到水星凌日，並意識到可以用類似的金星凌日來確定太陽系的絕對規模。1678年5月，他返回英国。在接下來的一年，他代表英國皇家學會前往但澤（格但斯克）。此后他发表了包含341颗南天恒星的详细数据的《南天星表》，因為这份星表加上附属的星图，他获得了与第谷·布拉赫同样崇高的声誉。他被授予牛津硕士学位，並當选为英国皇家学会院士。
愛德蒙·哈雷於1686年发表了关于他的第二篇论文，这篇论文的内容是信风和季雨。他确定太阳的热能是大气层运动的动力，还建立了气压与高度之间的关系。
1682年，愛德蒙·哈雷與瑪麗·圖克结婚，并在伊斯林顿定居。在大多数时间里，他持續观察月球，但也对引力感兴趣。他试图证明开普勒定律。1684年8月，他去剑桥与艾萨克·牛顿讨论这个问题，牛顿称已在一篇论文中解决了这个问题，但没有发表。哈雷要求看这篇论文，却找不到了。他说服牛顿再写一篇，于是牛顿用两年时间写成了自己最伟大的著作《自然哲学的数学原理》。皇家学会最初承诺会付钱出版该书，但书写成之后反悔，认为该书卖不出去，会让学会承受太大的经济损失。哈雷只好自己出钱出版該書。1691年，哈雷製作了一個潛水鐘。哈雷和五個同事利用潛水鐘，下降至60英尺深的泰晤士河中，並停留了一個半小時之久。因為這種潛水鐘非常沉重，很少用在打撈工作中，但是他仍然持續改進它的設計。
1691年，哈雷申请牛津大學擔任薩維爾天文學教授，但是由於他支持無神論，遭到坎特伯雷大主教約翰·蒂洛森和艾德偉·斯蒂林弗利主教反對。後來數學家大衛·格雷戈里獲得該職務，並獲得艾薩克·牛頓的支持。
1692年，哈雷提出了地球空洞說的構想，認為外殼約500英里（800公里）厚，內部由兩個同心殼層和核心構成，直徑分別是金星、火星和水星的大小。他認為大氣壓力促使這些殼層互相分離，每個殼層都有自己的磁極，每個球體以不同的速度旋轉。哈雷猜想每一個殼層區域內都有大氣，也都是明亮的，並推測極光是內部氣體外洩造成的。
1693年，哈雷发表了一篇关于人寿保险的文章。他基于一个德国小城的完整数据纪录，來分析死亡年龄。这篇文章为英国政府出售人寿保险提供了一个坚实的基础，因为这样一来英国政府才能确定一个合理的价格。哈雷的这篇文章对保险统计科学有深刻的影响。約翰·格朗特隨後推廣了他的研究工作，該成就現在被視為人口學史上的一件大事。
1698年，他受命擔任一艘探险船的船长，目的是研究地球的磁场。後來因為部下反抗，愛德蒙·哈雷於1699年7月被迫回到英國。愛德蒙·哈雷在1699年9月再次大西洋的航行。他一共花了两年的时间在大西洋上从北纬52度一直航行到南纬52度。1701年，依據英國皇家海軍帕拉莫爾號航行紀錄，繪製《太平洋與大西洋磁極航線圖》，是首次以等值線表示磁偏角的航海圖。
1703年11月愛德蒙·哈雷被任命为牛津大学的薩維爾幾何學教授。1705年，愛德蒙·哈雷发表论文，指出1456年、1531年、1607年和1682年出現的彗星其實是同一颗彗星，並预言这颗彗星将于1758年重返。当这颗彗星于1758年重返后被命名为哈雷彗星，而这时哈雷已经去世17年了。
1706年，哈雷已經學會了阿拉伯語，完成了愛德華·伯納德展開的阿波羅尼奧斯翻譯工作。1710年，他获得了名誉法学博士的学位。
1716年，哈雷提议使用詹姆斯·格雷葛里在《光學進展》（類似格里望遠鏡的設計）描述的方法，利用金星凌日来精确测量地球和太阳的距离。1718年，他通过比较自己的天体测量数据和古希腊的数据发现了恒星自行運動現象。他認為大角星和天狼星在1800年內有顯著的移動。
1720年，哈雷继约翰·弗兰斯蒂德被命名为皇家天文學家，直到1742年逝世前，他都擔任該职位。愛德蒙·哈雷被葬在伦敦东南的聖瑪格麗特教堂。

## 紀念
- 哈雷彗星—哈雷是第一个预言它回归的科學家
- 哈雷隕石坑—火星上的一座隕石坑
- 哈雷研究站—位于南极洲的南極科學考察站
- 哈雷隕石坑—月球上的一座隕石坑

## 相關文獻
- Armitage, Angus. . London: Nelson. 1966.
- Coley, Noel. . History Today. 1986, 36 (September): 10–16  [2012-10-28]. （原始内容存档于2010-02-02）.
- Cook, Alan H. . Oxford: Clarendon Press. 1998.
- Ronan, Colin A. . Garden City, New York: Doubleday and Company. 1969.
- Seyour, Ian. . History Today. 1996, 46 (June): 39–44  [2012-10-28]. （原始内容存档于2011-02-12）.
- Sarah Irving. . A collection of voyages and travels. 2008, 3 (June): 92–93.

## 外部連結
- Edmond Halley Biography (SEDS)
- A Halley Odyssey
- The National Portrait Gallery (London) has several portraits of Halley: Search the collection （页面存档备份，存于）
- Halley, Edmond, An Estimate of the Degrees of the Mortality of Mankind (1693) （页面存档备份，存于）
- Material on Halley's life table for Breslau on the Life & Work of Statisticians site: Halley, Edmond （页面存档备份，存于）
- Halley, Edmund, Considerations on the Changes of the Latitudes of Some of the Principal Fixed Stars (1718) （页面存档备份，存于） - Reprinted in R. G. Aitken, Edmund Halley and Stellar Proper Motions (1942)
- Halley, Edmund, A Synopsis of the Astronomy of Comets (1715) （页面存档备份，存于） annexed on pages 881 to 905 of volume 2 of The Elements of Astronomy by David Gregory
- 約翰·J·奧康納; 埃德蒙·F·羅伯遜, ,  （英语）
- Online catalogue of Halley's working papers (part of the Royal Greenwich Observatory Archives held at Cambridge University Library) （页面存档备份，存于）

| 大英帝國               |                                               |                        |
| 大英帝國大臣           |                                               |                        |
| 前任： 约翰·弗兰斯蒂德 | 大英帝國皇家天文學家 第二任 1720年—1742年     | 繼任： 詹姆士·布莱德雷 |
| 牛津大學教授           |                                               |                        |
| 前任： 約翰·沃利斯     | 牛津大學薩維爾幾何學教授 第四任 1704年—1742年 | 繼任： 納撒尼爾·貝里斯 |